# Wojtal
Wojtal – wieś w Polsce położona w województwie pomorskim, w powiecie chojnickim, w gminie Czersk.
Miejscowość pogranicza kaszubsko-borowiackiego nad Wdą, na obszarze kompleksu leśnego Borów Tucholskich i przy linii kolejowej Maksymilianowo – Gdynia. Przez Wojtal prowadzi turystyczny  Szlak Kamiennych Kręgów.
Przystanek kolejowy.
W latach 1975–1998 miejscowość administracyjnie należała do województwa bydgoskiego.
W Prusach jako Wojthal, w Polsce ponownie od 1920 roku.
W lipcu w miejscowości odbywa się Święto Pstrąga.